# I Hate to Sing
Albums de Carla Bley
Live!
(1982) Heavy Heart
(1984)
I Hate to Sing est un album live de la pianiste et compositrice de jazz américaine Carla Bley, sorti en 1984 chez Watt/ECM. L'album a d'abord été publié en édition vinyle limitée en 1984, avant d'être réédité en CD en 1996. 

## À propos de l'album
Sur cet album, Bley se concentre sur le chant, malgré le titre annonçant qu'elle déteste chanter.

## Réception critique
Pour Stacia Proefrock (AllMusic), l'album ne garde du travail de Bley que l'humour, en oubliant la force et la densité des compositions. Il faut attendre le dernier morceau, Battleship, pour que le groupe sorte un peu des sentiers battus. Tyran Grillo est plus enthousiaste sur l'album : c'est un « bijou historique, et une des rares fusions entre jazz et comique ».

## Liste des pistes
Toute la musique est composée par Carla Bley.
| No | Titre              | Durée |
| -- | ------------------ | ----- |
| 1. | The Internationale | 5:58  |
| 2. | Murder             | 3:57  |
| 3. | Very Very Simple   | 6:47  |
| 4. | I Hate to Sing     | 8:22  |
| 5. | The Piano Lesson   | 6:08  |
| 6. | The Lone Arranger  | 9:06  |
| 7. | Battleship         | 7:53  |

## Personnel
- Carla Bley : orgue, glockenspiel, piano (piste 3), voix (piste 2 et 3)
- Michael Mantler : trompette
- Steve Slagle (en) : saxophone alto, saxophone soprano, clarinette (piste 6)
- Tony Dagradi (en) : saxophone ténor
- Vincent Chancey (en) : cor d'harmonie
- Gary Valente : trombone, voix (piste 6)
- Earl McIntyre : tuba (piste 1)
- Arturo O'Farrill (en) : piano, orgue (piste 3)
- Steve Swallow : guitare basse, voix (piste 6), batterie (piste 4)
- D. Sharpe : batterie, voix (piste 4)